# Amaliada
Amaliada (greacă Αμαλιάδα) este un oraș în Peloponezul vestic, Grecia. Are 32.040 de locuitori (dintre care 10.000 locuiesc în oraș). Se află în apropierea săpăturilor arheologice de la Elis, oraș în care se desfășurau în antichitate Jocurile Olimpice. Se află pe valea prefecturii Elia chiar la sud de râul Peneus, 80 km de Patras, 7 km de Savalia, 5 km de Kourouta, 28 km de Pyrgos, 291 km de Atena și 5 km de Marea Ionică. Este al doilea cel mai mare oraș din Elia și cel mai vestic din întregul Peloponez.
Centrul orașului este ocupat de pini și o fântânî. Străzile merg în general de la nord la sud și de la est la vest. În Amaliada se află o mănăstire numită Aghia Frangavilli to its southeast.